# 林大輝
林大輝，GBS，JP（1959年11月22日—），香港出生，祖籍廣東潮州。第四屆及第五屆香港立法會議員（工業界（第二））、全國政協委員、河南省政協常委、香港體育學院主席、林大輝中學校監及香港理工大學校董會主席。2000年榮獲香港青年工業家獎，2000年及2004年分別獲香港理工大學頒發大學院士及工商管理榮譽博士學位。他在2005年獲港府委為太平紳士，2006年及2012年分別獲授銅紫荊星章及銀紫荊星章。2020年8月14日，香港政府委任林大輝為香港電台顧問委員會主席。

## 背景

### 早年生活
林大輝在新界元朗屏山鄉出生及長大，但非原居民，家裡共有四兄弟姊妹。父親是一名藥材舖中醫。林曾就讀達德學校（小一至小二）和元朗商會第二學校（小三至小六），小學時期因成績不錯而轉讀元朗商會第二學校，且在畢業後，由於想在較大的球場踢足球，於是揀選鳳溪第一中學作為升中首選志願。本來打算當騎師及足球員的他在中三至中四階段開始增高和近視加深而被迫放棄兒時志願。林大輝出身草根基層家庭，自中二起已不斷尋找暑期工，曾任麵包店員工、跟車工人以及美羅針織廠與田氏塑膠廠工人等。直至中學畢業前，他的學業成績一般。而羨慕當上紡織廠廠長的心願則促使他在1978年中五畢業後報讀香港理工學院課程。於1981年取得香港理工學院紡織工藝學文憑，便加入唐翔千（唐英年父親）位於荃灣的半島針織廠，由練習生（機器維修員）做起，1989年離開；十年間晉升至集團董事總經理。

### 投身社區服務
至2004年，他投身政界，政府同年有見於他透過營辦林大輝中學而增加了接觸沙田區社區關係的機會，順勢委任他任沙田區區議員，2007年任期結束。林大輝及後在2008年競逐並當選第四屆香港立法會工業界（第二）議員；2012年再自動當選，連任第五屆立法會的工業界（第二）議會代表，並出任教育事務委員會主席。他從政的原因出於想為社區服務，同時把紡織界的意見帶入議會。此外，林歷任多項重要政府公職，包括製衣業訓練局主席、監警會副主席等要職，協助特區政府制定政策和推行措施。在商界方面，雖然他已辭去董事總經理職務，他仍然擔任多個本地商會和社團的首長級要職，包括香港中華廠商聯合會副會長、香港紡織業聯會副會長、香港紡織商會常務副會長、香港羊毛化纖針織業廠商會會長、香港紡織及服裝學會會長、香港青年工業家協會副會長、香港潮屬社團總會副主席、新界潮人總會副主席、香港童軍總會副會長等。
林大輝在2016年不再任立法會議員，因為他不喜歡議會氣氛變得不和諧，加上自覺不太能夠再作更多貢獻，所以決定退下火線。

### 體育運動
在1990年代，林大輝先後擔任香港甲組足球聯賽球隊流浪及愉園班主
，勇奪多項冠軍。由2007年8月至2011年擔任沙田足球隊班主，帶領球隊從丙組一直升上甲組，於2009-10年度甲組聯賽作賽。
另外，他也是香港手球總會會長及董事會主席。既是2008北京奧運的120名香港火炬手之一，又是香港2009東亞運動會的大力支持者之一。2016年與南華體育會合辦青少年足球訓練計劃，推動本地學界和地區的青訓工作。在2009年至2015年，林出任香港體育學院董事，現為香港特別行政區體育委員會成員。2017年4月1日至2021年更出任香港體育學院主席。

### 教育工作
林大輝在2000年代初獲慈善家陳耀星邀請捐錢辦學。初時林婉拒了陳的好意，然而在參觀了陳耀星有份主理的學校後，對辦學深具體會。於是與范錦平商量籌辦一所以體育作為特色的學校。結果於2004年透過林大輝慈善基金，在沙田創辦一所直資英文中學「林大輝中學」，並出任校監兼校董會主席。該校以學生的全人健康發展為重點；除了開辦一般的學科之外，還設有「時裝設計」、「運動發展」、「創新科技」及「健康教育」四個科目。該校先後培育出張家朗、劉慕裳、黃鎮廷等著名運動員。
2000年，林大輝為香港理工大學創辦了首個「時裝及紡織品設計」全日制碩士課程，資助內地高校時裝設計系的老師到港深造；2002年在中國內地與鄭州中原工學院創辦「亞太國際學院」，旨在培訓與國際接軌的時裝設計專才。他於2006年在內地開展捐建「飛揚小學」教育工程，現時在河南、青海、雲南、湖北等地方已興建了近30所小學。
2019年1月，擔任理工大學校董會主席，任期三年。
2022年1月，續任理工大學校董會主席，任期三年。

### 香港電台
2020年8月14日，林大輝獲政府委任為香港電台顧問委員會主席。2021年5月10日，林大輝稱讚廣播處長李百全表現稱職，他認為香港電台抽起多個節目、刪除Youtube頻道大部分節目重溫，又不與利君雅續約等爭議政策都是經過深思熟慮的。

### 名下馬匹
林大輝與林蘇麗貞伉儷名下的馬匹皆以「繼續」、「奇妙」兩字命名，包括「繼續加速」、「繼續勝利」、「極奇妙」、「確奇妙」、「好奇妙」、「更奇妙」、「真奇妙」、「太奇妙」、「超奇妙」、「小奇妙」、「奇妙之春」、「奇妙飛揚」。其中「極奇妙」在2010年勝出了香港賽馬史上第一場由華人練馬師訓練、華人騎師策騎、華人馬主所勝出的海外一級賽。

## 以其命名的建築物
- 林大輝中學：新界沙田區的一所直資中學
- 林大輝廣場：香港理工大學
- 林大輝鐘樓：香港恒生大學

## 演出作品

### 電視劇
- 2019年：無綫電視《鐵探》 飾演 法官（第17集）

### 節目主持
- 2020年：大輝主場（香港開電視）[29]

## 節目嘉賓
- 2021年：2020東京奧運午間直擊（8月8日、無綫電視）
- 2021年：We Miss Hong Kong香港小姐競選準決賽評判 （8月22日、無綫電視）
- 2021年：2021香港小姐競選決賽評判 （9月12日、無綫電視）

## 外部連結
- 【明報】林大輝：支持引用特權法 (19:06)
- 特權法促政府呈免費電視發牌文件(大會修訂動議) （页面存档备份，存于）
- 引用特權條例促政府提交免費電視發牌文件(內會) （页面存档备份，存于）